# Jealous Ones Still Envy 2
Albums de Fat Joe
The Elephant in the Room
(2008) The Darkside Vol. 1
(2010)
Singles
1. One
Sortie : 24 février 2009
2. Aloha
Sortie : 29 juillet 2009

Jealous Ones Still Envy 2 est le neuvième album studio de Fat Joe, sorti le 6 octobre 2009.
Cet album, qui est la suite de Jealous Ones Still Envy sorti en 2001, a été un échec commercial. Il s'est classé 4e au Top Rap Albums, 9e au Top R&B/Hip-Hop Albums et 73e au Billboard 200.

## Liste des titres
| No  | Titre                                                                        | Contient un (des) sample(s) de             | Durée |
| --- | ---------------------------------------------------------------------------- | ------------------------------------------ | ----- |
| 1.  | Winding on Me (featuring Lil Wayne et Ron Browz – Produit par Ron Browz)     |                                            | 4:01  |
| 2.  | Joey Don't Do It (Produit par Infamous)                                      | Hey Joe de Jimi Hendrix                    | 2:18  |
| 3.  | One (featuring Akon – Produit par The Inkredibles)                           |                                            | 3:52  |
| 4.  | Aloha (featuring Pleasure P et Rico Love – Produit par Rico Love)            |                                            | 3:59  |
| 5.  | Put Ya in da Game (featuring T-Pain et OZ – Produit par Schife)              |                                            | 4:22  |
| 6.  | Congratulations (featuring Rico Love & T.A. – Produit par Eric Hudson)       |                                            | 4:37  |
| 7.  | Porn Star (featuring Lil' Kim – Produit par Jim Jonsin)                      |                                            | 3:56  |
| 8.  | Cupcake (featuring Benisour – Produit par Schife)                            |                                            | 4:45  |
| 9.  | Ice Cream (featuring Raekwon et T.A. – Produit par T-Weed)                   | The Overture of Foxy Brown de Willie Hutch | 4:34  |
| 10. | Okay Okay (Produit par Andrews Correa)                                       |                                            | 4:02  |
| 11. | Blackout (featuring Swizz Beatz et Rob Cash – Produit par J Buttah)          |                                            | 3:42  |
| 12. | Music (featuring Cherlise – Produit par Infamous et Laurent « Slick » Cohen) | The Right to Sing de John Miles            | 4:24  |